# Augenwischerei
Als Augenwischerei oder Augenauswischerei bezeichnet man umgangssprachlich die Verdrehung von Tatsachen oder auch Heuchelei mit dem Ziel, bestimmte Ereignisse oder auch Maßnahmen als weniger schlimm beziehungsweise positiver darzustellen. Aus der bildlichen Sprache übersetzt: Die Sache ändert sich nicht, aber der Blick darauf.
Dabei handelt es sich oft um eine Selbsttäuschung, eine Verkennung des tatsächlichen Sachverhalts. Es kann sich dabei um eine indirekte Lüge handeln, zumindest aber um Schönfärberei und entspricht etwa der englischen Metapher eye wash.  